# Црква Сабора Српских Светитеља у Руми
Црква Сабора Српских Светитеља у Руми као најмлађи храм у овом граду, припада Епархији сремској Српске православне цркве.
Изградња цркве је започета 2007. године, на иницијативу грађана, да би 2011. године била служена прва литургија, од када је у у богослужбеној употреби.